# Doodstraf in Marokko
In Marokko is de doodstraf de zwaarst mogelijke straf die een veroordeelde kan krijgen. De doodstraf wordt sporadisch opgelegd en sinds 1993 niet meer voltrokken. De doodstraf wordt vooral nog opgelegd aan mensen die veroordeeld zijn voor terrorisme, al werden in januari 2023 nog twee Curaçaoënaars ter dood veroordeeld voor de vergismoord op de zoon van een rechter in Marrakesh. In de dodencellen zitten circa 100 mensen.
In 2011 werd in de nieuwe grondwet van Marokko het recht op leven vastgelegd (artikel 20), volgens sommigen een teken dat in Marokko de doodstraf volledig afgeschaft gaat worden. De Marokkaanse regering zei eind 2012 echter dat volledige afschaffing van de doodstraf geen prioriteit heeft.